# Narodowy Komitet Olimpijski Republiki Tadżykistanu
Narodowy Komitet Olimpijski Republiki Tadżykistanu (tadż. Кумитаи миллии Олимпии Тоҷикистон; ang. National Olympic Committee of the Republic of Tajikistan) – tadżyckie stowarzyszenie związków i organizacji sportowych. Zajmuje się przede wszystkim organizacją udziału reprezentacji Tadżykistanu w igrzyskach olimpijskich oraz upowszechnianiem idei olimpijskiej, promocją sportu i reprezentowaniem tadżyckiego sportu w organizacjach międzynarodowych, w tym w Międzynarodowym Komitecie Olimpijskim i w Olimpijskiej Radzie Azji.
Narodowy Komitet Olimpijski Republiki Tadżykistanu powstał w 1992 roku, a do Międzynarodowego Komitetu Olimpijskiego przyjęto go w 1993 roku.
Tadżykistan wystąpił po raz pierwszy na igrzyskach w Atlancie w 1996 roku i nieprzerwanie startuje w nich do dziś. Tadżyccy sportowcy uczestniczą też w zimowych igrzyskach olimpijskich (po raz pierwszy w roku 2002).
Obecnym przewodniczącym komitetu jest prezydent Tadżykistanu Emomali Rahmon, zaś sekretarzem generalnym Bahrullo Radżbalijew.